# ماتو غروسو
ماتو غروسو (بالبرتغالية: Mato Grosso تلفظ برتغالي: ‎/ˈmatu ˈɡɾosu/‏) هي واحدة من ولايات البرازيل، وثالث أكبر منطقة تقع في المنطقة الغربية الوسطى. يبلغ عدد سكان الولاية 1.66٪ من سكان البرازيل وهي مسؤولة عن 1.9٪ من الناتج المحلي الإجمالي البرازيلي. تجاور الولايات البرازيلية (من الغرب مع اتجاه عقارب الساعة): غودونيا، الأمازون، و بارا، وتوكانتينس، وغوياس، وماتو غروسو دو سول. كما تجاور بوليفيا في جهة جنوب الغرب.
الاسم «ماتو غروسو» يعني «الغابة الكثيفة». من أشهر مدنها العاصمة كويابا، بالإضافة إلى ألتا فلوريستا، وبارا دو غارساس، وكاسيريس، وروندونوبوليس، وسينوب، وفارزي غراندي. في عام 1977 انقسمت الولاية إلى نصفين، النصف الأول هو الولاية الحالية، أما الثانية فتشكل الآن ولاية ماتو غروسو دو سول.
تعد حديقة تشابادا دوس غيماريس الوطنية، التي تضم الكهوف والمسارات والشلالات، واحدة من مناطق الجذب السياحي فيها. في الشمال توجد غابات الأمازون المتنوعة بيولوجيًا، والتي غطت في الأصل نصف مساحة الولاية. وقد تم تعطيل الكثير منها وإزالته من أجل قطع الأشجار والأغراض الزراعية والمراعي. يقع منتزه حديقة زينغو الأصلية ونهر أراجوايا في ماتو جروسو. في أقصى الجنوب، تعد بانتانال أكبر الأراضي الرطبة في العالم، وموطنًا لما يقرب من ألف نوع من الحيوانات والعديد من الطيور المائية.

## السياحة والترفيه

### شمال بانتانال
العمود الفقري لجزيرة بانتانال هو نهر باراغواي، الذي يقطع المنطقة من الشمال إلى الجنوب. تتدفق أنهار ميراندا وأويداونا وتاكاري وكويابا إلى نهر باراغواي. من أكتوبر إلى أبريل، تكشف المياه العالية عن بحيرات وخلجان وفروع أنهار ومنافذ ضخمة.

### حديقة أغواس كوينتيس الحكومية
تُعرف مساحة 1487 هكتارًا (3670 فدانًا) حديقة أغواس كوينتيس الحكومية، وهي أول منطقة محمية في ماتو غروسو، بالقوى العلاجية لمياهها الحرارية.

## أعلام
- بيرسي فاوست
- أندرسون دوس سانتوس
- راؤني ميتوكتيري
- فيسنتي كاناس